# いけ
いけ（1979年3月11日 - ）は、日本のイラストレーター、漫画家。群馬県出身。同人サークル、Altitude Attitude's代表。
プロとしてのデビューは、2006年のテーブルトークRPG『ゆうやけこやけ』のカバーおよび本文のイラストである。『ゆうやけこやけ』のサプリメントでは、本文イラストは大半がいけ以外のイラストレーターによるものになっているが、表紙およびキャラクターイメージのイラストはいけが継続して描いている。
漫画家としては、2008年に「妖怪っぽい!」が『月刊COMICリュウ』（徳間書店）に掲載され、デビューした。現在、同作の舞台と登場人物による『ねこむすめ道草日記』を同誌で連載中。

## 作品リスト
- ゆうやけこやけ （2006年、サンセットゲームズ） - イラスト
- ねこむすめ道草日記（2008年、徳間書店） - 漫画、既刊20巻
- Mangaka The Fast & Furious Game of Drawing Comics + Decadent Heart expansion（2016年） - 日本国外のボードゲームのカバーイラスト
- メイドインアビス公式アンソロジー 度し難き探窟家たち（2017年7月29日刊行）-参加作家の一人